# A. J. Klein
A. J. Klein (* 30. Juli 1991 in Appleton, Wisconsin) ist ein ehemaliger US-amerikanischer American-Football-Spieler auf der Position des Linebackers. Er stand bei den Carolina Panthers, den New Orleans Saints, den Buffalo Bills, den Baltimore Ravens und den Chicago Bears in der National Football League (NFL) unter Vertrag.

## College
Klein besuchte die Iowa State University und spielte für deren Team, die Cyclones, College Football. In 51 Partien konnte er insgesamt 361 Tackles setzen.

## NFL

### Carolina Panthers
Klein wurde beim NFL Draft 2013 von den Carolina Panthers in der 5. Runde als 148. ausgewählt. In seiner Rookie-Saison kam er sowohl in den Special Teams als auch in der Defense in allen Spielen zum Einsatz, wobei er zweimal als Starting-Linebacker auflief.
2015 konnte er mit den Panthers den Super Bowl 50 erreichen, der aber gegen die Denver Broncos verloren ging.
2016 ersetzte er Luke Kuechly nach dessen Verletzung in der Startaufstellung der Panthers.

### New Orleans Saints
Im März 2017 unterschrieb er bei den New Orleans Saints einen Dreijahresvertrag in Höhe von 15 Millionen US-Dollar. Drei Spielzeiten lang war er als Starting-Linebacker zumeist auf der Strongside im Einsatz, wobei ihm unter anderem 6,5 Sacks, zwei Interceptions sowie ein Touchdown gelangen.

### Buffalo Bills
Im März 2020 wechselte Klein zu den Buffalo Bills, wo er einen Dreijahresvertrag über 18 Millionen US-Dollar, davon 9,7 Millionen garantiert, unterschrieb. Nach zwei Jahren wurde er am 8. März 2022 von den Bills entlassen.

### Baltimore Ravens
Am 6. Oktober 2022 nahmen die Baltimore Ravens Klein für ihren aktiven Kader unter Vertrag. Drei Tage zuvor hatten die New York Giants ihn in ihren Practice Squad aufgenommen.

### Chicago Bears
Im Rahmen eines Trades für Roquan Smith gaben die Ravens Klein am 1. November 2022 an die Chicago Bears ab. Bei den Bears kam er lediglich in zwei Spielen für wenige Snaps in den Special Teams zum Einsatz.

### Buffalo Bills
Nach seiner Entlassung bei den Bears nahmen die Buffalo Bills Klein am 17. November 2022 über die Waiver-Liste unter Vertrag. Ende August 2023 wurde er von den Bills entlassen. Am 21. September 2023 nahmen die Bills ihn für ihren Practice Squad erneut unter Vertrag. Nach der Saison gab Klein im Juli 2024 sein Karriereende bekannt.